# Talaia d'Alcúdia (torre)
La Talaia d'Alcúdia o Talaia de la Victòria fou una torre de guaita situada al cim de la muntanya homònima, a 446 m d'alçada, al terme d'Alcúdia (Mallorca). El segle xx fou esbucada i actualment només queden restes de la base.
Es tracta d'una torre que s'integrava en el sistema de senyals de vigilància de la costa que servien per avisar de les possibles amenaces per mar; en concret, rebia els senyals de la Talaia Moreia i de la d'Albercutx. No disposava d'artilleria. Es trobava en una situació privilegiada, pel fet que tenia vistes de la badia d'Alcúdia i de la de Pollença gràcies a la seva posició elevada; tot i així, encara que la bibliografia indica que es tracta de la talaia més elevada de l'illa, en realitat és la tercera, precedida de la Torre de na Seca (514 m) i la Torre de la Mola de Can Palou (472 m), totes dues a Escorca.

## Descripció
Actualment, només es conserven les filades inferiors, damunt les quals hi ha un vèrtex geodèsic. Per les imatges antigues i les descripcions de la documentació escrita es pot deduir que era molt semblant a la Talaia d'Albercutx i a la d'en Morei. La torre era de planta circular i coronada per matacans, un dels quals protegia el portal, que era situat a quatre metres d'altura i s'hi accedia per una escala de corda i barrerons de fusta, que es retiraven en cas de perill. Conduïa a l'interior, que era una sola cambra coberta de volta, una xemeneia, una finestra i un buit que conduïa a la terrassa, que no tenia porxo i un batiport cobria el forat d'accés.
A poca distància es conserva, en estat ruïnós, la barraca dels torrers, i, totalment envaït per una mata, l'aljub.

## Història
Fou construïda el 1567 per orde de la Universitat d'Alcúdia per reforçar el reducte de la Penya Roja, que no permetia l'observació de la badia d'Alcúdia. El mestre encarregat fou el picapedrer Sebastià Terrassa, i la cisterna fou encarregada a Antoni Torrents. Comptava amb dos talaiers, que el 1584 eren Gabriel Amorós i Rafel Pujol, i el 1597, Joan Monget i Bartomeu Pons.
La talaia estava molt exposada a les tempestes i al vent intens de mar, i hagué de mester nombroses reparacions. Ja el 1589 Guillem Cugullada hi va treballar en reparacions per causa de l'impacte d'un llamp. El 1597 tornaven a caldre reparacions, que no arribaren fins a 1600, quan els jurats d'Alcúdia donaren l'escarada al picapedrer Joan Galet. El 1654 tornaren a caldre tasques de reparació, aquesta vegada encarregades al picapedrer Antoni Verdú. El segle xviii se succeeixen més notícies que indiquen el mal estat de la torre, però cal deduir que també se succeïen les reparacions perquè figura al Mapa de Mallorca del Cardenal Despuig (1785). El 1804 rebé l'impacte d'un llamp, que l'enrunà i hagué de menester noves reparacions.
Atès el mal estat en què es trobava i el fet que només tenia la funció de la vigilància i no disposava d'artilleria, amb l'erradicació de la pirateria barbaresca arran de la Conquesta d'Algèria el 1833 la torre es jutjà innecessària. El 1867 va ser traspassada a Hisenda, i l'Arxiduc (ca. 1880) deixà constància que es trobava en mal estat. El 1918 només romania el costat est. El 1936, amb la Guerra d'Espanya, s'hi instal·là l'observatori núm.4, i degué ser llavors que s'esbucà el costat que restava, si més no per construir-hi una garita per l'observatori, que no es conserva perquè més tard, una vegada desinstal·lat l'observatori, s'hi construí un vèrtex geodèsic. Els cinc soldats destinats s'hostatjaven a una caseta de nova construcció just devora l'antiga barraca dels talaiers, que també fou reformada i adaptada per la nova funció.